# 苗木站
苗木站（日语：／ Naegi eki */?）是位於岐阜縣中津川市苗木，北惠那鐵道北惠那鐵道線的鐵路車站（廢站）。此站舊・苗木町的中心車站。
此站設有貨運業務。北惠那鐵道主要的貨物不是木材，而是來自苗木地區出產的花崗岩（苗木花崗岩）。

## 歷史
- 1924年（大正13年）8月5日：北惠那鐵道線開通，此站啟用[1]。
- 1971年（昭和46年）9月：成為無人車站。
- 1978年（昭和53年）9月18日：北惠那鐵道線廢除，此站也被廢除[1]。

## 車站設施
此站是地面車站，設有2面2線的相對式月台和木製站舍。下行線客運月台同時會用作貨運用途。因此下行線月台比上行線月台長一倍以上。

## 現狀
車站遺址曾經還有月台遺跡。但是在土地調整後於2007年撤走，變成了住宅區。

## 相鄰車站
北惠那鐵道
北惠那鐵道線
山之田川－苗木－上苗木

## 注腳
1. 1 2  今尾惠介《日本鐵道旅行地圖帳》7號 北信越（新潮社、2008年）p.41

## 相關項目
- 日本鐵路車站列表 Na